# Zapasy na Letnich Igrzyskach Olimpijskich 1932 – kategoria do 72 kg w stylu wolnym
Zmagania mężczyzn do 72 kg to jedna z siedmiu męskich konkurencji w zapasach w stylu wolnym rozgrywanych podczas Letnich Igrzysk Olimpijskich 1932. Pojedynki w tej kategorii wagowej odbyły się w dniach 1 – 3 sierpnia.

## Klasyfikacja[1]
| Pos. | Zawodnik        | Kraj              |
| ---- | --------------- | ----------------- |
| 1    | Jack van Bebber | Stany Zjednoczone |
| 2    | Danny McDonald  | Kanada            |
| 3    | Eino Leino      | Finlandia         |
| 4    | Jean Földeák    | Niemcy            |
| 5    | Gyula Zombori   | Węgry             |
| 6    | Børge Jensen    | Dania             |
| 6    | Ludvig Lindblom | Szwecja           |
| 6    | Yoshio Kōno     | Japonia           |
| 9    | Raúl López      | Meksyk            |

## Zasady[2]
Punktacja opierała się na systemie "złych punktów karnych". Zwycięzca otrzymywał zero punktów za wygraną przez "tusz" (łopatki), a jeden za zwycięstwo decyzją trzech sędziów. Za porażkę na punkty zawodnik otrzymywał trzy punkty. Uzyskanie pięciu lub więcej punktów eliminowało zapaśnika z turnieju.   

## Wyniki

### Pierwsza runda[3]
| Zwycięzca       | Punkty karne | Wynik     | Przegrany       | Punkty karne |
| --------------- | ------------ | --------- | --------------- | ------------ |
| Danny McDonald  | 0            | Łopatki   | Yoshio Kōno     | 3            |
| Eino Leino      | 0            | Łopatki   | Ludvig Lindblom | 3            |
| Jack van Bebber | 0            | Łopatki   | Raúl López      | 3            |
| Jean Földeák    | 1            | Na punkty | Børge Jensen    | 3            |
| Gyula Zombori   | 0            | -         | Bez walki       |              |

### Druga runda[4]
Raúl López wycofał się z turnieju.
| Zwycięzca       | Punkty karne | Wynik     | Przegrany       | Punkty karne |
| --------------- | ------------ | --------- | --------------- | ------------ |
| Danny McDonald  | 0            | Łopatki   | Gyula Zombori   | 3            |
| Eino Leino      | 1            | Na punkty | Yoshio Kōno     | 6            |
| Jean Földeák    | 2            | Na punkty | Ludvig Lindblom | 6            |
| Jack van Bebber | 1            | Na punkty | Børge Jensen    | 6            |

### Trzecia runda[5]
| Zwycięzca       | Punkty karne | Wynik      | Przegrany      | Punkty karne |
| --------------- | ------------ | ---------- | -------------- | ------------ |
| Eino Leino      | 1            | Rezygnacja | Gyula Zombori  | 6            |
| Jack van Bebber | 2            | Na punkty  | Danny McDonald | 3            |
| Jean Földeák    | 2            | -          | Bez walki      |              |

### Czwarta runda[6]
| Zwycięzca       | Punkty karne | Wynik     | Przegrany    | Punkty karne |
| --------------- | ------------ | --------- | ------------ | ------------ |
| Danny McDonald  | 4            | Na punkty | Jean Földeák | 5            |
| Jack van Bebber | 2            | -         | Bez walki    |              |
| Eino Leino      | 1            | -         | Bez walki    |              |

### Finały[7]
| Zwycięzca       | Punkty karne | Wynik     | Przegrany  | Punkty karne |
| --------------- | ------------ | --------- | ---------- | ------------ |
| Jack van Bebber |              | Na punkty | Eino Leino |              |
| Danny McDonald  |              | Łopatki   | Eino Leino |              |